# Bahnhof Nagatsuta
Der Bahnhof Nagatsuta (jap. 長津田駅, Nagatsuta-eki) ist ein Bahnhof auf der japanischen Insel Honshū. Er befindet sich in der Präfektur Kanagawa auf dem Gebiet der Stadt Yokohama, genauer im Bezirk Midori-ku. Der bedeutende Verkehrsknotenpunkt wird gemeinsam von den Bahngesellschaften JR East, Tōkyū Dentetsu und Yokohama Kōsoku Tetsudō betrieben.

## Verbindungen
Nagatsuta ist ein Kreuzungsbahnhof, in dem die Yokohama-Linie von JR East und die Den’entoshi-Linie von Tōkyū Dentetsu aufeinandertreffen; ebenso befindet sich hier die südliche Endstation der Kodomonokuni-Linie der Bahngesellschaft Yokohama Kōsoku Tetsudō. Vom Verkehrsaufkommen her ist die Den’entoshi-Linie die bedeutendste. Sie verbindet Shibuya mit Chūō-Rinkan, wobei in Shibuya eine Durchbindung zur Hanzōmon-Linie der U-Bahn Tokio besteht. In Nagatsuta halten sämtliche Eil- und Nahverkehrszüge; tagsüber verkehren stündlich 10 bis 19 Züge und während der Hauptverkehrszeit bis zu 28 Züge. Die Tōkyū Dentetsu ist auch für den Betrieb der Kodomonokuni-Linie zuständig: Tagsüber verkehren die Züge alle 20 Minuten, während der Hauptverkehrszeit alle 10 Minuten.
Auf der Yokohama-Linie werden werktags zwischen 9 und 15 Uhr sowie an Wochenenden zwischen 9 und 17 Uhr stündlich drei Eilzüge angeboten, die von Hachiōji nach Higashi-Kanagawa und anschließend via Yokohama bis nach Sakuragichō verkehren. Ergänzt wird das Angebot durch Nahverkehrszüge zwischen Hachiōji und Higashi-Kanagawa sowie zwischen Hashimoto und Sakuragichō (jeweils dreimal stündlich), was sechs Verbindungen je Stunde ergibt. Zu den übrigen Tageszeiten entfallen die Eilzüge und werden durch Nahverkehrszüge ersetzt (fünf je Stunde am Abend, bis zu 15 während der Hauptverkehrszeit), wobei die Mehrzahl bis Sakuragichō durchgebunden wird (in einzelnen Fällen bis Ōfuna).
Die Bushaltestelle vor dem südlichen Ausgang wird von je zwei Buslinien des Verkehrsamtes der Stadt Yokohama und der Gesellschaft Kanagawa Chūō Kōtsū bedient. Drei weitere Linien des städtischen Verkehrsamtes sowie ein Schnellbus von Sugisaki Kanko Bus verkehren vom nördlichen Eingang aus.

## Anlage
Der Bahnhof steht im namensgebenden Stadtteil Nagatsuta, der zum Bezirk Midori-ku gehört. Die Anlage mit insgesamt acht Gleisen ist von Osten nach Westen ausgerichtet und besteht aus zwei nebeneinander liegenden, betrieblich getrennten Teilen. An der Nordseite befindet sich der gemeinsam von Tōkyū Dentetsu und Yokohama Kōsoku Tetsudō genutzte Bahnhofteil. Er umfasst vier Gleise an zwei Mittelbahnsteigen für die Den’entoshi-Linie sowie aus ein weiteres Gleis an einem Seitenbahnsteig für die Kodomonokuni-Linie. Alle Bahnsteige sind überdacht. Über ihr östliches Ende spannt sich das Empfangsgebäude in Form eines Reiterbahnhofs. In diesem sind mehrere Läden vorhanden. Knapp einen halben Kilometer westlich des Bahnhofs erstreckt sich das Bahnbetriebswerk Nagatsuta der Tōkyū Tetsudō; es umfasst ein dreigleisiges Wartungsdepot und eine Abstellanlage mit 21 Gleisen, die Platz für rund 400 Wagen bietet.
Das Tōkyū-Empfangsgebäude stellt eine Verbindung zum Bahnhofteil von JR East her. Dieser besteht aus zwei Gleisen an einem Mittelbahnsteig; hinzu kommt ein weiters Gleis für den Güterverkehr. Auf dem südlichen Bahnhofsvorplatz steht ein kleineres Empfangsgebäude. Das Gütergleis führt westwärts zu einem kleinen Rangierbahnhof, der nur noch sporadisch genutzt wird.
Im Fiskaljahr 2018 nutzten durchschnittlich 67.200 Fahrgäste täglich den Bahnhof. Davon entfielen 129.064 auf die Tōkyū Tetsudō, 61.167 auf JR East und 12.604 auf die Yokohama Kōsoku Tetsudō.

## Bilder

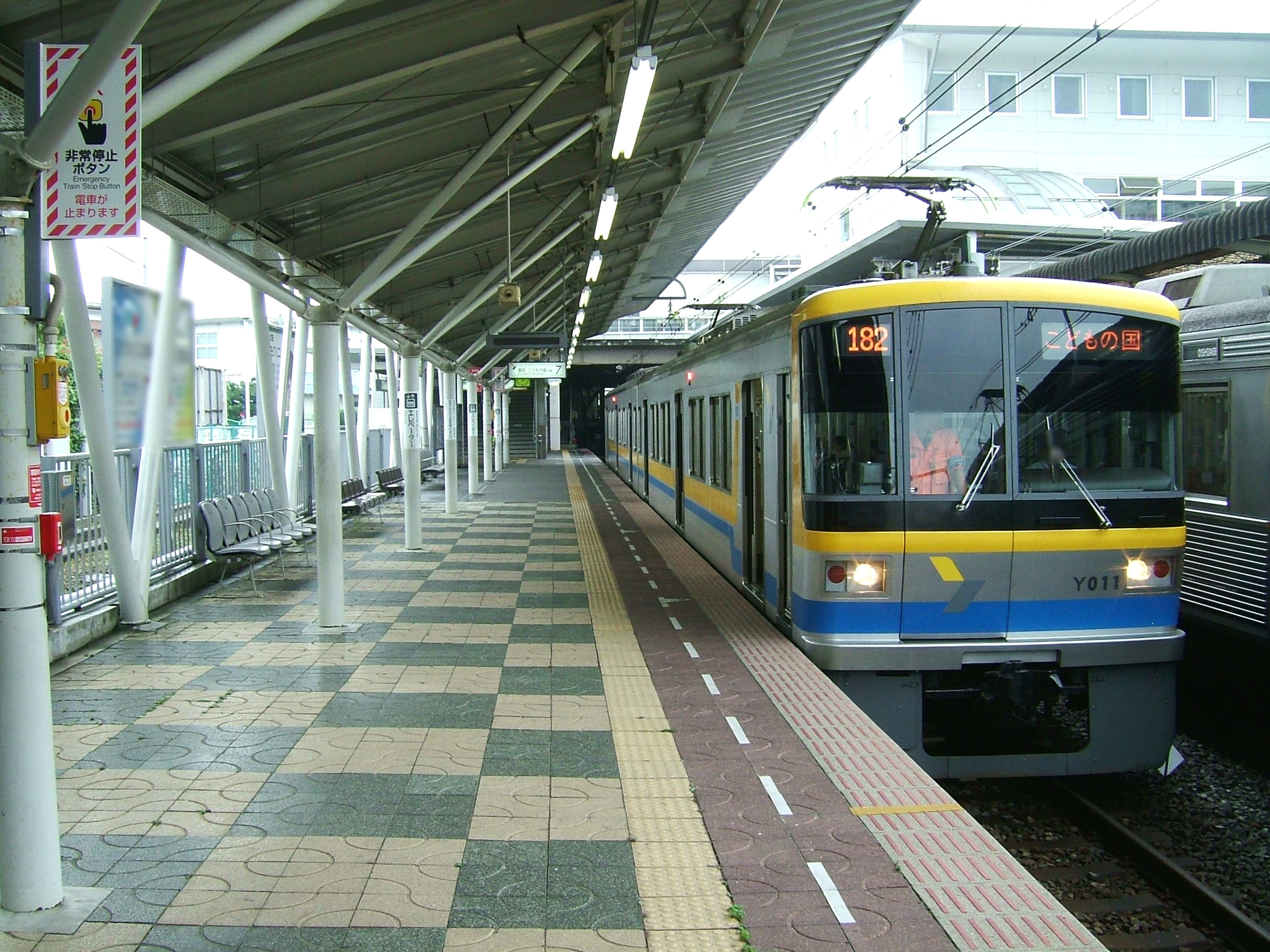
Bahnsteig der Kodomonokuni-Linie
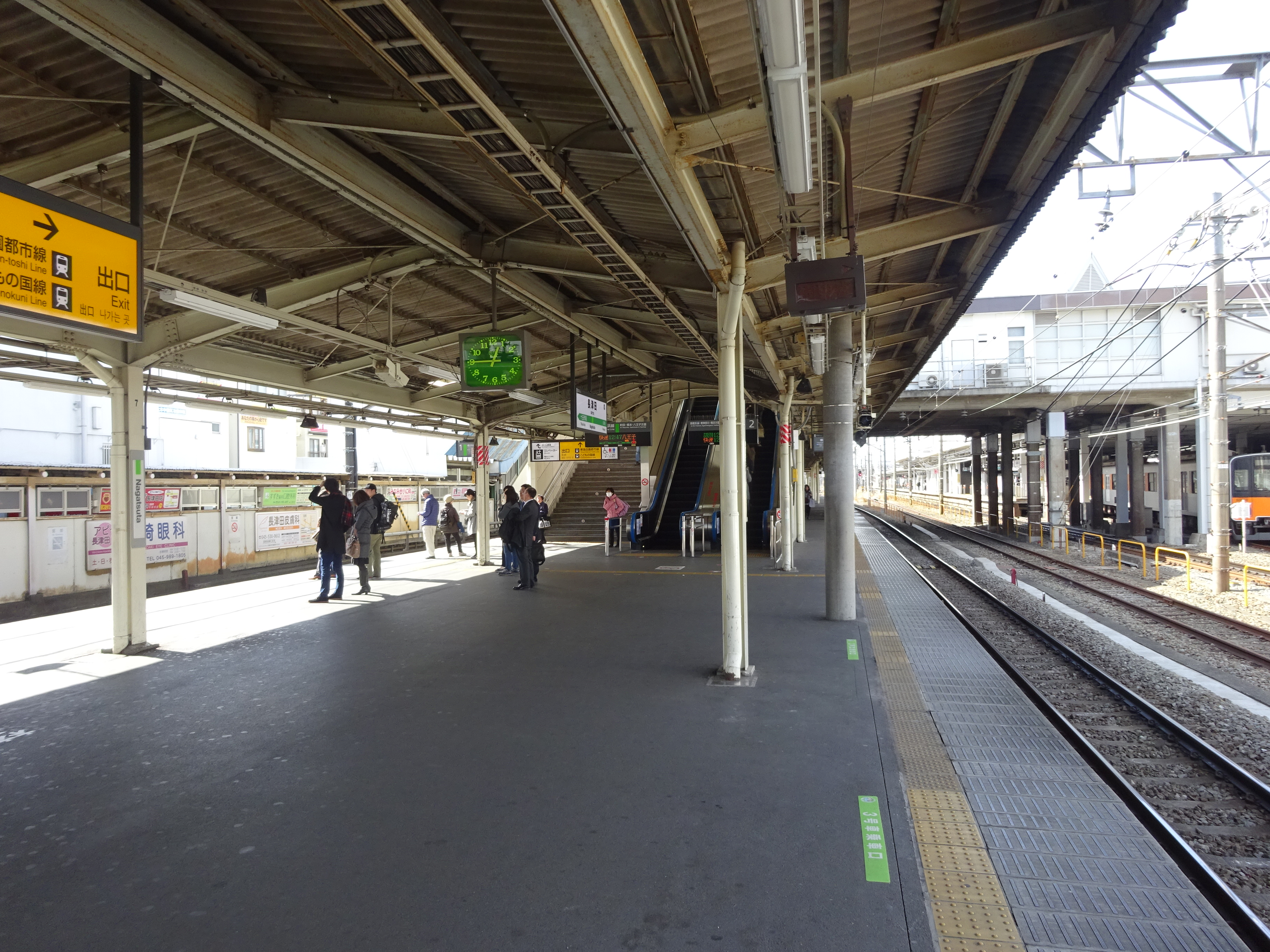
Bahnsteig der Yokohama-Linie
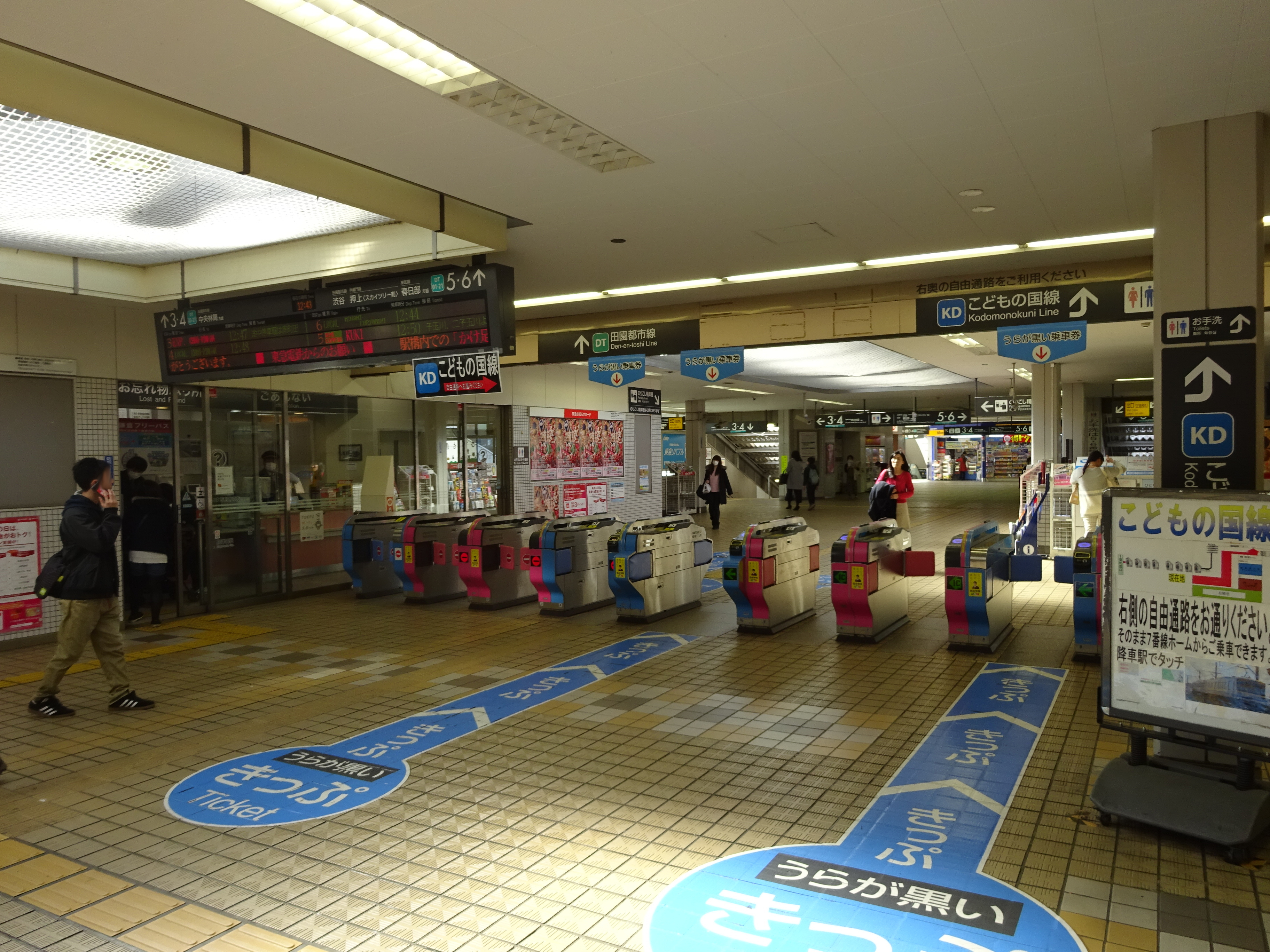
Tōkyū-Bahnsteigsperren
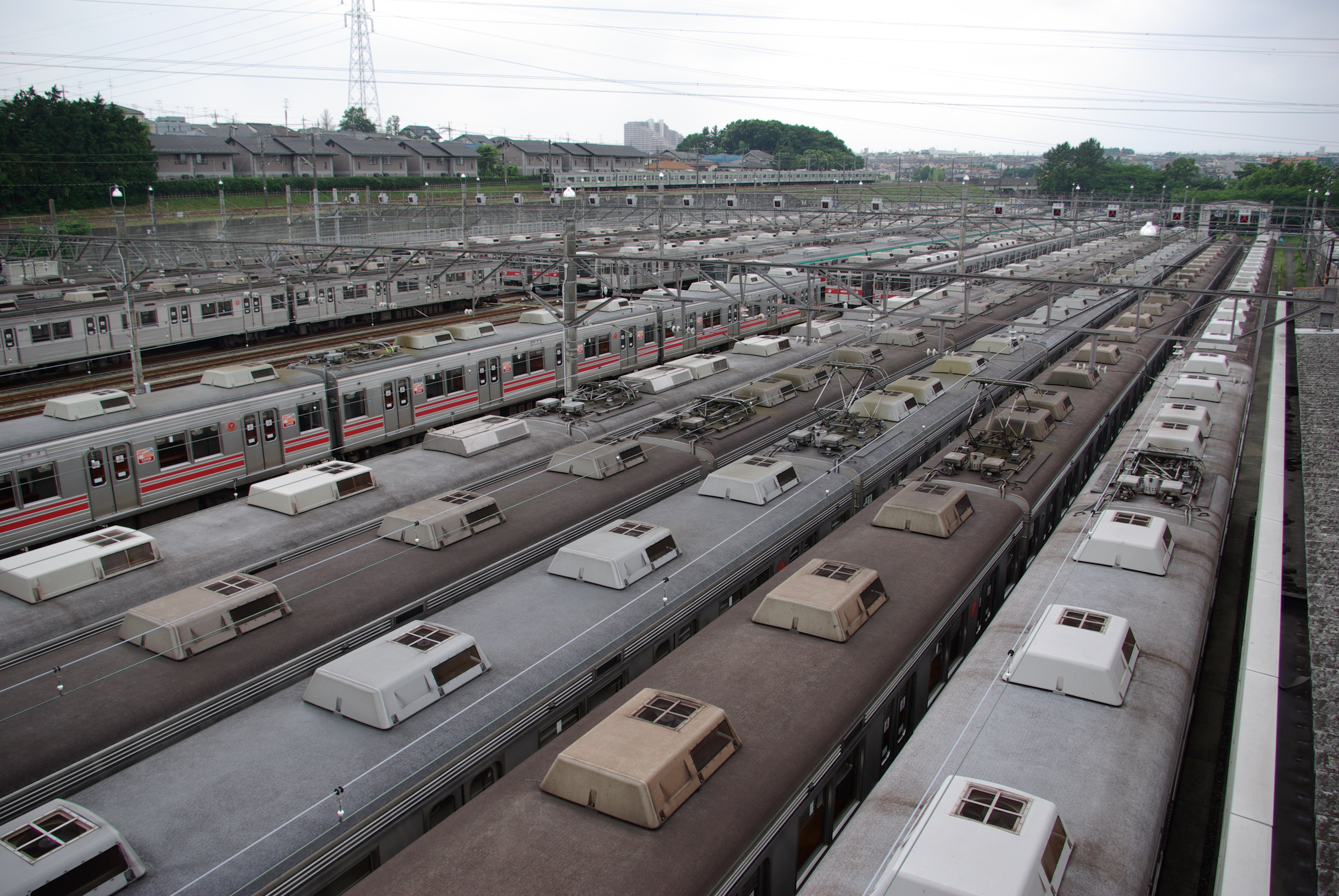
Tōkyū-Abstellanlage

## Gleise
JR East
| 1 | ▉ Yokohama-Linie | Machida • Hashimoto • Hachiōji            |
| 2 | ▉ Yokohama-Linie | Higashi-Kanagawa • Yokohama • Sakuragichō |

Tōkyū Dentetsu
| 3/4 | ▉ Den’entoshi-Linie | Chūō-Rinkan           |
| 5/6 | ▉ Den’entoshi-Linie | Mizonokuchi • Shibuya |

Yokohama Kōsoku Tetsudō
| 7 | ▉ Kodomonokuni-Linie | Kodomonokuni |

## Linien
| Verlauf der Yokohama-Linie |
| --- |
| Higashi-Kanagawa • Ōguchi • Kikuna • Shin-Yokohama • Kozukue • Kamoi • Nakayama • Tōkaichiba • Nagatsuta • Naruse • Machida • Kobuchi • Fuchinobe • Yabe • Sagamihara • Hashimoto • Aihara • Hachiōji-Minamino • Katakura • Hachiōji |

| Verlauf der Tōkyū Den’entoshi-Linie |
| --- |
| Shibuya • Ikejiri-Ōhashi • Musashi-Koyama • Sangen-Jaya • Komazawa-daigaku • Sakura-shimmachi • Yōga • Futako-Tamagawa • Futako-Shinchi • Takatsu • Mizonokuchi • Kajigaya • Miyazakidai • Miyamaedaira • Saginuma • Tama-Plaza • Azamino • Eda • Ichigao • Fujigaoka • Aobadai • Tana • Nagatsuta • Tsukushino • Suzukakedai • Minami-Machida • Tsukimino • Chūō-Rinkan |

## Geschichte

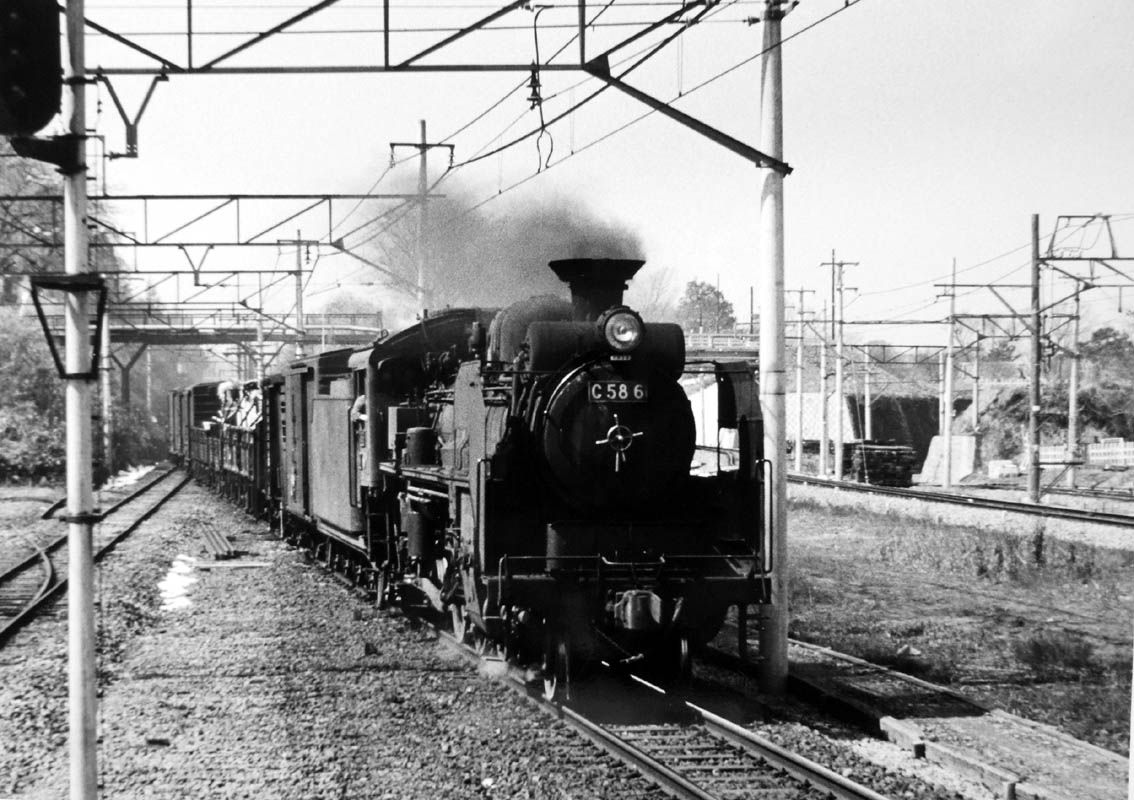
Von einer C58-Dampflokomotive gezogener Güterzug (1969)

Die private Bahngesellschaft Yokohama Tetsudō (横浜鉄道) eröffnete den Bahnhof am 23. September 1908, zusammen mit der gesamten Yokohama-Linie von Higashi-Kanagawa nach Hachiōji. Nachdem das Eisenbahnamt des Kabinetts (das spätere Eisenbahnministerium) den Betrieb ab 1910 aufgrund einer Leasingvereinbarung durchführte, übernahm es die Strecke am 1. April 1917 ganz. Am 17. Januar 1960 stellte die Japanische Staatsbahn den Güterumschlag ein. Nagatsuta war über ein halbes Jahrhundert lang ein gewöhnlicher Durchgangsbahnhof gewesen. Dies änderte sich am 1. April 1966 mit der Verlängerung der Den’entoshi-Linie von Mizonokuchi bis hierher durch die Tōkyū Dentetsu. Zunächst war diese Strecke aufgrund von Verzögerungen beim Bau einer Fußgängerüberführung eingleisig und es stand lediglich ein temporärer Seitenbahnsteig zur Verfügung.
Am 28. April 1967 erfolgte die Eröffnung der Kodomonokuni-Linie. Ihr Ausgangspunkt war damals ein Zungenbahnsteig am westlichen Ende des Bahnsteigs der Den’entoshi-Linie. Mit der Verlängerung der Den’entoshi-Linie nach Tsukushino am 1. April 1968 war der Eisenbahnknoten zwar komplett, aber die Kapazität genügte bald nicht mehr der Nachfrage. Nach fast vierjähriger Bauzeit verfügte der Bahnhofteil der Tōkyū Dentetsu ab März 1977 über vier Gleise an zwei Bahnsteigen, hinzu kamen ein separater Bahnsteig für die Kodomonokuni und ein Personentunnel. Im Rahmen der Staatsbahnprivatisierung ging der ältere Bahnhofteil am 1. April 1987 in den Besitz der neuen Gesellschaft JR East über; bereits einen Tag zuvor hatte JR Freight den Güterverkehr wiederaufgenommen. Am 1. August 1997 übernahm die neu gegründete Yokohama Kōsoku Tetsudō den Betrieb der Kodomonokuni-Linie. Als Bestandteil eines Stadtentwicklungsprojekts wurde der Bahnhof von 2012 bis 2015 umgebaut (unter anderem Installation von Aufzügen und Neugestaltung des Bahnhofsvorplatzes).